# 大阳吴神庙
大阳吴神庙是一座清代古建筑，位于山西省晋城市泽州县大阳镇大阳东街村西。2013年1月，大阳吴神庙公布为晋城市文物保护单位，编号3-81。